# Trio (Rhys Marsh)
Trio is een studioalbum van Rhys Marsh en het Autumn Ghost Trio. Het album, waarop sombere progressieve rock te horen is, werd in twee dagen opgenomen. Gitaar, piano en drums werden live ingespeeld op 1 februari 2013, zang en dwarsfluit volgden een dag later in de Autumnsong Recording studio in Trondheim. Het album bevat nummers van de voorgaande albums en als nieuw nummer het instrumentale Watch the sky fall.

## Musici
- Rhys Marsh – zang, gitaar
- Ole Kristian Malmedal – toetsinstrumenten, stem
- Anders Bjermeland – slagwerk, stem

Met Ketil Vestrum Einarsen – dwarsfluit op And I wait en Watch the sky fall.

## Muziek
Alle nummers geschreven door Marsh, behalve Watch the sky fall, dat is geschreven door alle vier de musici.

| Nr. | Titel                         | Duur  |
| --- | ----------------------------- | ----- |
| 1.  | Wooden heart                  | 7:46  |
| 2.  | I watched, as you disappeared | 6:03  |
| 3.  | All light fades               | 5:31  |
| 4.  | And I wait                    | 13:35 |

| Nr. | Titel                              | Duur  |
| --- | ---------------------------------- | ----- |
| 1.  | Watch the sky fall                 | 10:22 |
| 2.  | The place where you lay            | 5:29  |
| 3.  | Divide in silence                  | 4:51  |
| 4.  | The movements of our last farewell | 11:40 |

And I wait was nog te downloaden als single.